# Mine d'Uis
La mine d'Uis, située à Uis (en) dans la région d'Erongo en Namibie, est la plus importante mine d'étain du pays avec des réserves estimées à 60 millions de minerai d'une teneur moyenne de 0,13%.

## Histoire

### Découverte - ère germanique
La mine est découverte en 1911 par le docteur Paul de la compagnie coloniale allemande (German Colonial Gesellschaft). Elle est considérée comme la plus importante réserve d'étain au monde, même si elle affiche une faible teneur en étain. En 1922, une première usine minière est érigée. En 1923, la mine est achetée par August Stauch (de), l'homme ayant découvert la mine de Kolmanskop, qui exploite la mine d'Uis sous le nom de la société Namib Tin Mines Ltd. La mine est revendue en 1938 à l'allemand Krupp, qui souhaite passer à une exploitation à grande échelle de l'étain d'Uis. Après la guerre, la mine est revendue à Angus Munro, qui meurt peu de temps après en avion.

### Développement à grande échelle
La Uis Tin Mine Company est créée en 1951 et les opérations minières à grande échelle commencent.
En 1958, la mine est rachetée par la Imkor Tin Ltd. (appartenant au sud-africain ISCOR), qui fait fabriquer une usine de traitement de l'étain doté d'une capacité de traitement de 35 tonnes par heure. En 1966, la capacité est poussée à 100 tonnes par heure. A cette période, Imkor fait fabriquer un hôpital, une épicerie, une station service, des écoles et des centres sportifs dans ce qui devient la ville minière d'Uis.
En 1980, la capacité de traitement de l'usine est poussée à 140 tonnes par heure. 100 à 120 tonnes de cassitérite sont produites chaque mois par l'usine.

### Fermeture
La mine est fermée en 1990, la production et le raffinement d'étain nécessitant d'importantes quantités d'eau qui manquent cruellement dans la région, et le prix de l'étain s'étant effondré dans les années 1980. La mine, de par sa faible teneur en étain, ne peut être rentable que lorsque le prix de l'étain est élevé. Depuis sa fermeture, la mine est exploitée par de petits producteurs. Depuis 1994, un programme est en place pour assister les petits producteurs d'étain autour de la mine.
En 2011, un projet de relance de la mine est envisagé, mais abandonné deux ans plus tard. Ce plan de restauration était mené par l'homme d'affaires namibien Knowledge Katti.